# Egyptens U21-herrlandslag i handboll
Egyptens U21-herrlandslag i handboll representerar Egypten i handboll vid U21-VM för herrar.